# Оскар (кинопремия, 2011)
83-я церемония вручения наград премии «Оскар» за заслуги в области кинематографа за 2010 год состоялась 27 февраля 2011 года в театре Кодак (Голливуд, Лос-Анджелес). Номинанты, в 24-х категориях, были объявлены 25 января 2011 года. В США церемонию транслировал канал ABC. Ведущими выступили актёры Энн Хэтэуэй и Джеймс Франко. Абсолютным лидером по числу номинаций стал фильм «Король говорит!» — 12 номинаций.
В России церемония транслировалась Первым каналом в ночь с 27 на 28 февраля с 4:00 в записи с небольшой задержкой.

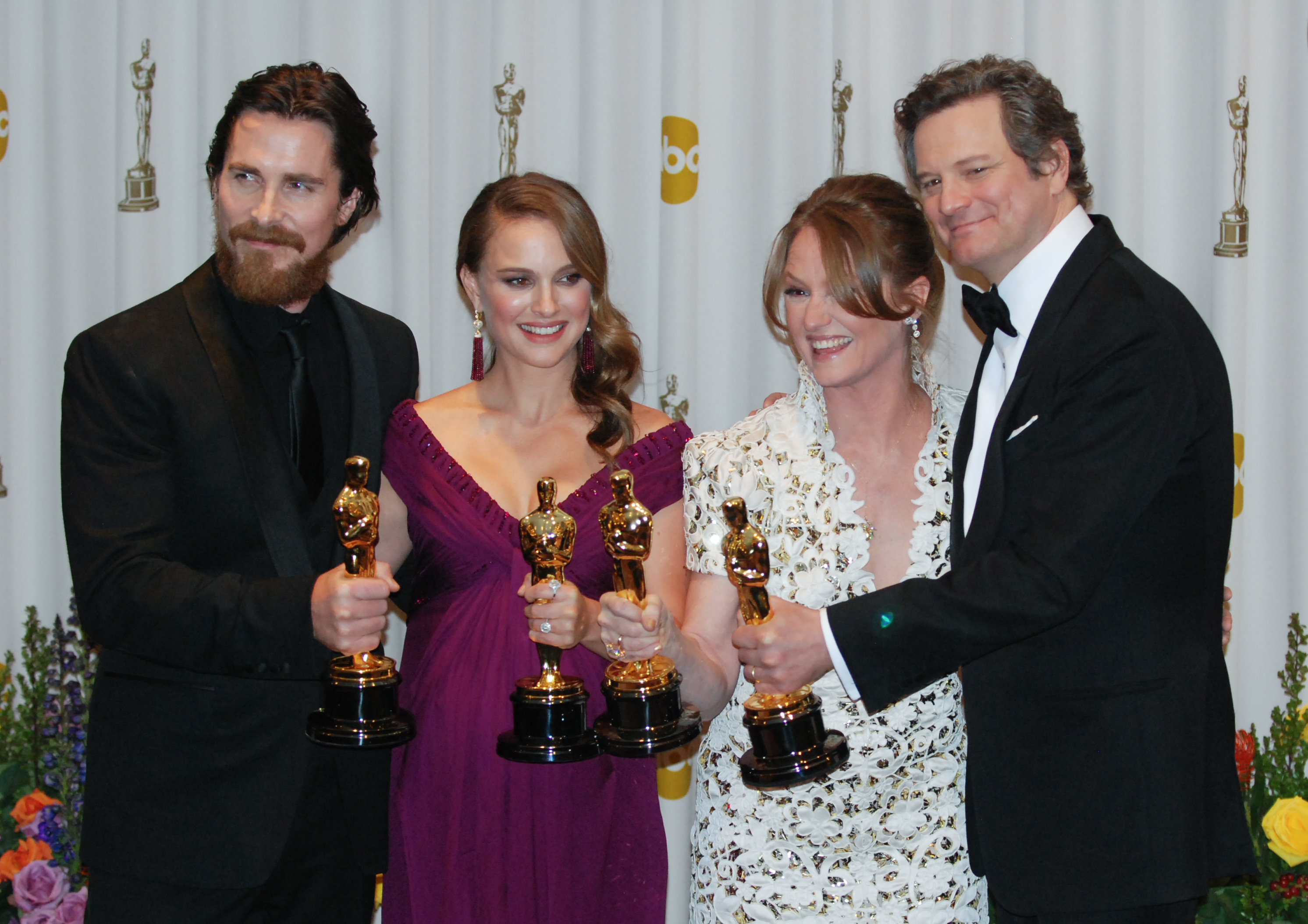
Победители в актёрских категориях (слева направо):
Кристиан Бейл (лучший актёр второго плана),
Натали Портман (лучшая актриса),
Мелисса Лео (лучшая актриса второго плана),
Колин Фёрт (лучший актёр)

## Фильмы, номинированные на «Оскар»
Указаны только полнометражные (игровые и анимационные) фильмы
| Фильм                                                    | номинации | победы |
| -------------------------------------------------------- | --------- | ------ |
| • Король говорит! / The King’s Speech                    | 12        | 4      |
| • Железная хватка / True Grit                            | 10        | -      |
| • Начало / Inception                                     | 8         | 4      |
| • Социальная сеть / The Social Network                   | 8         | 3      |
| • Боец / The Fighter                                     | 7         | 2      |
| • 127 часов / 127 Hours                                  | 6         | -      |
| • История игрушек: Большой побег (м/ф) / Toy Story 3     | 5         | 2      |
| • Чёрный лебедь / Black Swan                             | 5         | 1      |
| • Детки в порядке / The Kids Are All Right               | 4         | -      |
| • Зимняя кость / Winter’s Bone                           | 4         | -      |
| • Алиса в Стране чудес / Alice in Wonderland             | 3         | 2      |
| • Бьютифул / Biutiful                                    | 2         | -      |
| • Как приручить дракона (м/ф) / How to Train Your Dragon | 2         | -      |
| • Гарри Поттер и Дары Смерти. Часть 1                    | 2         | -      |
| • Месть / Hævnen                                         | 1         | 1      |
| • Человек-волк / The Wolfman                             | 1         | 1      |
| • Кроличья нора / Rabbit Hole                            | 1         | -      |
| • Валентинка / Blue Valentine                            | 1         | -      |
| • Город воров / The Town                                 | 1         | -      |
| • Царство животных / Animal Kingdom                      | 1         | -      |
| • Ещё один год / Another Year                            | 1         | -      |
| • Иллюзионист (м/ф) / The Illusionist / L’illusionniste  | 1         | -      |
| • Клык / Κυνόδοντας                                      | 1         | -      |
| • Пожары / Incendies                                     | 1         | -      |
| • Вне закона / Hors-la-loi / خارجون عن القانون           | 1         | -      |
| • Я ухожу — не плачь / Country Strong                    | 1         | -      |
| • Рапунцель: Запутанная история (м/ф) / Tangled          | 1         | -      |
| • Я — это любовь / Io sono l’amore                       | 1         | -      |
| • Буря / The Tempest                                     | 1         | -      |
| • Солт / Salt                                            | 1         | -      |
| • Трон: Наследие / Tron: Legacy                          | 1         | -      |
| • Неуправляемый / Unstoppable                            | 1         | -      |
| • Потустороннее / Hereafter                              | 1         | -      |
| • По версии Барни / Barney’s Version                     | 1         | -      |
| • Путь домой / The Way Back                              | 1         | -      |

## Список лауреатов и номинантов[2][4][5]
★ Победители выделены отдельным цветом. 

### Основные категории
| Категории                                                                                  | Лауреаты и номинанты                                                                   | Лауреаты и номинанты                                                                       |
| ------------------------------------------------------------------------------------------ | -------------------------------------------------------------------------------------- | ------------------------------------------------------------------------------------------ |
| Лучший фильм (награды вручал Стивен Спилберг)                                              | ★ Король говорит! (продюсеры: Эйн Каннинг, Эмиль Шерман и Гарет Анвин)                 | ★ Король говорит! (продюсеры: Эйн Каннинг, Эмиль Шерман и Гарет Анвин)                     |
| Лучший фильм (награды вручал Стивен Спилберг)                                              | • Чёрный лебедь (продюсеры: Майк Медавой, Брайан Оливер и Скотт Франклин)              |                                                                                            |
| Лучший фильм (награды вручал Стивен Спилберг)                                              | • Боец (продюсеры: Дэвид Хоберман, Тодд Либерман и Марк Уолберг)                       |                                                                                            |
| Лучший фильм (награды вручал Стивен Спилберг)                                              | • Начало (продюсеры: Эмма Томас и Кристофер Нолан)                                     |                                                                                            |
| Лучший фильм (награды вручал Стивен Спилберг)                                              | • Детки в порядке (продюсеры: Гари Гилберт, Джеффри Леви-Хинте и Селин Рэттрэй)        |                                                                                            |
| Лучший фильм (награды вручал Стивен Спилберг)                                              | • 127 часов (продюсеры: Кристиан Колсон, Дэнни Бойл и Джон Смитсон)                    |                                                                                            |
| Лучший фильм (награды вручал Стивен Спилберг)                                              | • Социальная сеть (продюсеры: Скотт Рудин, Дэна Брунетти, Майкл Де Лука и Сиан Чаффин) |                                                                                            |
| Лучший фильм (награды вручал Стивен Спилберг)                                              | • История игрушек: Большой побег (продюсер: Дарла К. Андерсон)                         |                                                                                            |
| Лучший фильм (награды вручал Стивен Спилберг)                                              | • Железная хватка (продюсеры: Скотт Рудин, Итан Коэн и Джоэл Коэн)                     |                                                                                            |
| Лучший фильм (награды вручал Стивен Спилберг)                                              | • Зимняя кость (продюсеры: Энн Роселлини и Аликс Мэдигэн)                              |                                                                                            |
| Лучший режиссёр (награду вручала Кэтрин Бигелоу)                                           | Том Хупер                                                                              | ★ Том Хупер за фильм «Король говорит!»                                                     |
| Лучший режиссёр (награду вручала Кэтрин Бигелоу)                                           | Том Хупер                                                                              | • Даррен Аронофски — «Чёрный лебедь»                                                       |
| Лучший режиссёр (награду вручала Кэтрин Бигелоу)                                           | Том Хупер                                                                              | • Дэвид О. Расселл — «Боец»                                                                |
| Лучший режиссёр (награду вручала Кэтрин Бигелоу)                                           | Том Хупер                                                                              | • Дэвид Финчер — «Социальная сеть»                                                         |
| Лучший режиссёр (награду вручала Кэтрин Бигелоу)                                           | Том Хупер                                                                              | • Джоэл Коэн и Итэн Коэн — «Железная хватка»                                               |
| Лучшая мужская роль (награду вручала Сандра Буллок)                                        | Колин Фёрт                                                                             | ★ Колин Фёрт — «Король говорит!» (за роль короля Великобритании Георга VI)                 |
| Лучшая мужская роль (награду вручала Сандра Буллок)                                        | Колин Фёрт                                                                             | • Хавьер Бардем — «Бьютифул» (за роль Уксбаля)                                             |
| Лучшая мужская роль (награду вручала Сандра Буллок)                                        | Колин Фёрт                                                                             | • Джефф Бриджес — «Железная хватка» (за роль Рубена «Забияки» Когберна)                    |
| Лучшая мужская роль (награду вручала Сандра Буллок)                                        | Колин Фёрт                                                                             | • Джесси Айзенберг — «Социальная сеть» (за роль Марка Цукерберга)                          |
| Лучшая мужская роль (награду вручала Сандра Буллок)                                        | Колин Фёрт                                                                             | • Джеймс Франко — «127 часов» (за роль Арона Ралстона)                                     |
| Лучшая женская роль (награду вручал Джефф Бриджес)                                         | Натали Портман                                                                         | ★ Натали Портман — «Чёрный лебедь» (за роль Нины Сейерс)                                   |
| Лучшая женская роль (награду вручал Джефф Бриджес)                                         | Натали Портман                                                                         | • Аннетт Бенинг — «Детки в порядке» (за роль Николь «Ник» Аллгуд)                          |
| Лучшая женская роль (награду вручал Джефф Бриджес)                                         | Натали Портман                                                                         | • Николь Кидман — «Кроличья нора» (за роль Бекки Корбетт)                                  |
| Лучшая женская роль (награду вручал Джефф Бриджес)                                         | Натали Портман                                                                         | • Дженнифер Лоуренс — «Зимняя кость» (за роль Ри Долли)                                    |
| Лучшая женская роль (награду вручал Джефф Бриджес)                                         | Натали Портман                                                                         | • Мишель Уильямс — «Валентинка» (за роль Синди)                                            |
| Лучшая мужская роль второго плана (награду вручала Риз Уизерспун)                          | Кристиан Бейл                                                                          | ★ Кристиан Бейл — «Боец» (за роль Дикки Эклунда)                                           |
| Лучшая мужская роль второго плана (награду вручала Риз Уизерспун)                          | Кристиан Бейл                                                                          | • Джон Хоукс — «Зимняя кость» (за роль Тирдропа Долли)                                     |
| Лучшая мужская роль второго плана (награду вручала Риз Уизерспун)                          | Кристиан Бейл                                                                          | • Джереми Реннер — «Город воров» (за роль Джеймса «Джема» Кафлина)                         |
| Лучшая мужская роль второго плана (награду вручала Риз Уизерспун)                          | Кристиан Бейл                                                                          | • Марк Руффало — «Детки в порядке» (за роль Пола)                                          |
| Лучшая мужская роль второго плана (награду вручала Риз Уизерспун)                          | Кристиан Бейл                                                                          | • Джеффри Раш — «Король говорит!» (за роль Лайонела Лога)                                  |
| Лучшая женская роль второго плана (награду вручал Кирк Дуглас)                             | Мелисса Лео                                                                            | ★ Мелисса Лео — «Боец» (за роль Элис Уорд)                                                 |
| Лучшая женская роль второго плана (награду вручал Кирк Дуглас)                             | Мелисса Лео                                                                            | • Эми Адамс — «Боец» (за роль Шарлин Флеминг)                                              |
| Лучшая женская роль второго плана (награду вручал Кирк Дуглас)                             | Мелисса Лео                                                                            | • Хелена Бонэм Картер — «Король говорит!» (за роль королевы Елизаветы)                     |
| Лучшая женская роль второго плана (награду вручал Кирк Дуглас)                             | Мелисса Лео                                                                            | • Хейли Стейнфелд — «Железная хватка» (за роль Мэтти Росс)                                 |
| Лучшая женская роль второго плана (награду вручал Кирк Дуглас)                             | Мелисса Лео                                                                            | • Джеки Уивер — «Царство животных» (за роль Жанин «Смёрф» Коуди)                           |
| Лучший оригинальный сценарий (награду вручали Хавьер Бардем и Джош Бролин)                 |                                                                                        | ★ Дэвид Сайдлер — «Король говорит!»                                                        |
| Лучший оригинальный сценарий (награду вручали Хавьер Бардем и Джош Бролин)                 | • Майк Ли — «Ещё один год»                                                             |                                                                                            |
| Лучший оригинальный сценарий (награду вручали Хавьер Бардем и Джош Бролин)                 | • Скотт Сильвер, Пол Тэймеси, Эрик Джонсон и Кит Доррингтон — «Боец»                   |                                                                                            |
| Лучший оригинальный сценарий (награду вручали Хавьер Бардем и Джош Бролин)                 | • Кристофер Нолан — «Начало»                                                           |                                                                                            |
| Лучший оригинальный сценарий (награду вручали Хавьер Бардем и Джош Бролин)                 | • Лиза Холоденко и Стюарт Блумберг — «Детки в порядке»                                 |                                                                                            |
| Лучший адаптированный сценарий (награду вручали Хавьер Бардем и Джош Бролин)               | Аарон Соркин                                                                           | ★ Аарон Соркин — «Социальная сеть»                                                         |
| Лучший адаптированный сценарий (награду вручали Хавьер Бардем и Джош Бролин)               | Аарон Соркин                                                                           | • Дэнни Бойл и Саймон Бофой — «127 часов»                                                  |
| Лучший адаптированный сценарий (награду вручали Хавьер Бардем и Джош Бролин)               | Аарон Соркин                                                                           | • Майкл Арндт, Джон Лассетер, Эндрю Стэнтон и Ли Анкрич — «История игрушек: Большой побег» |
| Лучший адаптированный сценарий (награду вручали Хавьер Бардем и Джош Бролин)               | Аарон Соркин                                                                           | • Джоэл Коэн и Итан Коэн — «Железная хватка»                                               |
| Лучший адаптированный сценарий (награду вручали Хавьер Бардем и Джош Бролин)               | Аарон Соркин                                                                           | • Дебра Граник и Энн Роселлини — «Зимняя кость»                                            |
| Лучший анимационный полнометражный фильм (награду вручали Мила Кунис и Джастин Тимберлейк) | ★ История игрушек: Большой побег / Toy Story 3 (Ли Анкрич)                             | ★ История игрушек: Большой побег / Toy Story 3 (Ли Анкрич)                                 |
| Лучший анимационный полнометражный фильм (награду вручали Мила Кунис и Джастин Тимберлейк) | • Как приручить дракона / How to Train Your Dragon (Крис Сандерс и Дин Деблуа)         |                                                                                            |
| Лучший анимационный полнометражный фильм (награду вручали Мила Кунис и Джастин Тимберлейк) | • Иллюзионист / The Illusionist / L’illusionniste (Сильвен Шоме)                       |                                                                                            |
| Лучший фильм на иностранном языке (награду вручали Рассел Брэнд и Хелен Миррен)            | ★ Месть / Hævnen (Дания) режиссёр Сюзанна Бир                                          | ★ Месть / Hævnen (Дания) режиссёр Сюзанна Бир                                              |
| Лучший фильм на иностранном языке (награду вручали Рассел Брэнд и Хелен Миррен)            | • Бьютифул / Biutiful (Мексика) реж. Алехандро Гонсалес Иньярриту                      |                                                                                            |
| Лучший фильм на иностранном языке (награду вручали Рассел Брэнд и Хелен Миррен)            | • Клык / Κυνόδοντας (Греция) реж. Йоргос Лантимос                                      |                                                                                            |
| Лучший фильм на иностранном языке (награду вручали Рассел Брэнд и Хелен Миррен)            | • Пожары / Incendies (Канада) реж. Дени Вильнёв                                        |                                                                                            |
| Лучший фильм на иностранном языке (награду вручали Рассел Брэнд и Хелен Миррен)            | • Вне закона / Hors-la-loi / خارجون عن القانون (Алжир) реж. Рашид Бушареб              |                                                                                            |

### Другие категории
| Категории                                                                                    | Лауреаты и номинанты                                                                                | Лауреаты и номинанты                                                                   |                                                               |
| -------------------------------------------------------------------------------------------- | --------------------------------------------------------------------------------------------------- | -------------------------------------------------------------------------------------- | ------------------------------------------------------------- |
| Лучшая музыка Оригинальный саундтрек (награды вручали Хью Джекман и Николь Кидман)           | Трент Резнор                                                                                        | ★ Трент Резнор и Аттикус Росс — «Социальная сеть» (саундтрек)                          | ★ Трент Резнор и Аттикус Росс — «Социальная сеть» (саундтрек) |
| Лучшая музыка Оригинальный саундтрек (награды вручали Хью Джекман и Николь Кидман)           | Трент Резнор                                                                                        | • Джон Пауэлл — «Как приручить дракона»                                                |                                                               |
| Лучшая музыка Оригинальный саундтрек (награды вручали Хью Джекман и Николь Кидман)           | Трент Резнор                                                                                        | • Ханс Циммер — «Начало»                                                               |                                                               |
| Лучшая музыка Оригинальный саундтрек (награды вручали Хью Джекман и Николь Кидман)           | Трент Резнор                                                                                        | • Александр Деспла — «Король говорит!»                                                 |                                                               |
| Лучшая музыка Оригинальный саундтрек (награды вручали Хью Джекман и Николь Кидман)           | Трент Резнор                                                                                        | • А. Р. Рахман — «127 часов»                                                           |                                                               |
| Лучшая песня к фильму (награду вручала Дженнифер Хадсон)                                     | ★ We Belong Together — «История игрушек: Большой побег» — музыка и слова: Рэнди Ньюман              | ★ We Belong Together — «История игрушек: Большой побег» — музыка и слова: Рэнди Ньюман |                                                               |
| Лучшая песня к фильму (награду вручала Дженнифер Хадсон)                                     | • Coming Home — «Я ухожу — не плачь» — музыка и слова: Том Дуглас, Трой Верджес и Хиллари Линдси    |                                                                                        |                                                               |
| Лучшая песня к фильму (награду вручала Дженнифер Хадсон)                                     | • I See the Light — «Рапунцель: Запутанная история» — музыка: Алан Менкен, слова: Гленн Слейтер     |                                                                                        |                                                               |
| Лучшая песня к фильму (награду вручала Дженнифер Хадсон)                                     | • If I Rise — «127 часов» — музыка: А. Р. Рахман, слова: Дайдо и Ролло Армстронг                    |                                                                                        |                                                               |
| Лучший монтаж (награды вручали Роберт Дауни-мл. и Джуд Лоу)                                  | ★ Энгус Уолл и Кирк Бакстер — «Социальная сеть»                                                     | ★ Энгус Уолл и Кирк Бакстер — «Социальная сеть»                                        |                                                               |
| Лучший монтаж (награды вручали Роберт Дауни-мл. и Джуд Лоу)                                  | • Эндрю Вайсблум — «Чёрный лебедь»                                                                  |                                                                                        |                                                               |
| Лучший монтаж (награды вручали Роберт Дауни-мл. и Джуд Лоу)                                  | • Памела Мартин — «Боец»                                                                            |                                                                                        |                                                               |
| Лучший монтаж (награды вручали Роберт Дауни-мл. и Джуд Лоу)                                  | • Тарик Анвар — «Король говорит!»                                                                   |                                                                                        |                                                               |
| Лучший монтаж (награды вручали Роберт Дауни-мл. и Джуд Лоу)                                  | • Джон Харрис — «127 часов»                                                                         |                                                                                        |                                                               |
| Лучшая операторская работа (награду вручал Том Хэнкс)                                        | ★ Уолли Пфистер — «Начало»                                                                          | ★ Уолли Пфистер — «Начало»                                                             |                                                               |
| Лучшая операторская работа (награду вручал Том Хэнкс)                                        | • Мэтью Либатик — «Чёрный лебедь»                                                                   |                                                                                        |                                                               |
| Лучшая операторская работа (награду вручал Том Хэнкс)                                        | • Дэнни Коэн — «Король говорит!»                                                                    |                                                                                        |                                                               |
| Лучшая операторская работа (награду вручал Том Хэнкс)                                        | • Джефф Кроненвет — «Социальная сеть»                                                               |                                                                                        |                                                               |
| Лучшая операторская работа (награду вручал Том Хэнкс)                                        | • Роджер Дикинс — «Железная хватка»                                                                 |                                                                                        |                                                               |
| Лучшая работа художника-постановщика (награды вручал Том Хэнкс)                              | ★ Роберт Стромберг (постановщик), Карен О’Хара (декоратор) — «Алиса в Стране чудес»                 | ★ Роберт Стромберг (постановщик), Карен О’Хара (декоратор) — «Алиса в Стране чудес»    |                                                               |
| Лучшая работа художника-постановщика (награды вручал Том Хэнкс)                              | • Стюарт Крэйг (постановщик), Стефани Макмиллан (декоратор) — «Гарри Поттер и Дары Смерти. Часть 1» |                                                                                        |                                                               |
| Лучшая работа художника-постановщика (награды вручал Том Хэнкс)                              | • Гай Хендрикс Диас (постановщик), Ларри Диас, Дуглас Моуат (декораторы) — «Начало»                 |                                                                                        |                                                               |
| Лучшая работа художника-постановщика (награды вручал Том Хэнкс)                              | • Ив Стюарт (постановщик), Джуди Фарр (декоратор) — «Король говорит!»                               |                                                                                        |                                                               |
| Лучшая работа художника-постановщика (награды вручал Том Хэнкс)                              | • Джесс Гончор (постановщик), Нэнси Хэй (декоратор) — «Железная хватка»                             |                                                                                        |                                                               |
| Лучший дизайн костюмов (награду вручала Кейт Бланшетт)                                       | ★ Коллин Этвуд — «Алиса в Стране чудес»                                                             | ★ Коллин Этвуд — «Алиса в Стране чудес»                                                |                                                               |
| Лучший дизайн костюмов (награду вручала Кейт Бланшетт)                                       | • Антонелла Каннароцци — «Я — это любовь»                                                           |                                                                                        |                                                               |
| Лучший дизайн костюмов (награду вручала Кейт Бланшетт)                                       | • Дженни Беван — «Король говорит!»                                                                  |                                                                                        |                                                               |
| Лучший дизайн костюмов (награду вручала Кейт Бланшетт)                                       | • Сэнди Пауэлл — «Буря»                                                                             |                                                                                        |                                                               |
| Лучший дизайн костюмов (награду вручала Кейт Бланшетт)                                       | • Мэри Зофрис — «Железная хватка»                                                                   |                                                                                        |                                                               |
| Лучший звук (награды вручали Мэттью Макконахи и Скарлетт Йоханссон)                          | ★ Лора Хиршберг, Gary Rizzo и Эд Новик — «Начало»                                                   | ★ Лора Хиршберг, Gary Rizzo и Эд Новик — «Начало»                                      |                                                               |
| Лучший звук (награды вручали Мэттью Макконахи и Скарлетт Йоханссон)                          | • Пол Хамблин, Мартин Дженсен, Джон Миджли — «Король говорит!»                                      |                                                                                        |                                                               |
| Лучший звук (награды вручали Мэттью Макконахи и Скарлетт Йоханссон)                          | • Jeffrey J. Haboush, Грег П. Расселл, Скотт Миллан и Уильям Сарокин — «Солт»                       |                                                                                        |                                                               |
| Лучший звук (награды вручали Мэттью Макконахи и Скарлетт Йоханссон)                          | • Рен Клайс, Дэвид Паркер, Майкл Семаник и Марк Вайнгартен — «Социальная сеть»                      |                                                                                        |                                                               |
| Лучший звук (награды вручали Мэттью Макконахи и Скарлетт Йоханссон)                          | • Скип Ливси, Крейг Берки, Грег Орлофф, Питер Ф. Курланд — «Железная хватка»                        |                                                                                        |                                                               |
| Лучший звуковой монтаж (награду вручали Мэттью Макконахи и Скарлетт Йоханссон)               | ★ Ричард Кинг — «Начало»                                                                            | ★ Ричард Кинг — «Начало»                                                               |                                                               |
| Лучший звуковой монтаж (награду вручали Мэттью Макконахи и Скарлетт Йоханссон)               | • Том Майерс и Майкл Сильверс — «История игрушек: Большой побег»                                    |                                                                                        |                                                               |
| Лучший звуковой монтаж (награду вручали Мэттью Макконахи и Скарлетт Йоханссон)               | • Гвендолин Йетс Уиттл и Эддисон Тиг — «Трон: Наследие»                                             |                                                                                        |                                                               |
| Лучший звуковой монтаж (награду вручали Мэттью Макконахи и Скарлетт Йоханссон)               | • Скип Ливси и Крейг Берки — «Железная хватка»                                                      |                                                                                        |                                                               |
| Лучший звуковой монтаж (награду вручали Мэттью Макконахи и Скарлетт Йоханссон)               | • Марк Стокингер — «Неуправляемый»                                                                  |                                                                                        |                                                               |
| Лучшие визуальные эффекты (награды вручали Роберт Дауни-мл. и Джуд Лоу)                      | ★ Пол Дж. Франклин, Крис Корбоулд, Эндрю Локли и Питер Бебб — «Начало»                              | ★ Пол Дж. Франклин, Крис Корбоулд, Эндрю Локли и Питер Бебб — «Начало»                 |                                                               |
| Лучшие визуальные эффекты (награды вручали Роберт Дауни-мл. и Джуд Лоу)                      | • Кен Ралстон, Дэвид Шауб, Кэри Виллегас и Шон Филлипс — «Алиса в Стране чудес»                     |                                                                                        |                                                               |
| Лучшие визуальные эффекты (награды вручали Роберт Дауни-мл. и Джуд Лоу)                      | • Тим Бёрк, Джон Ричардсон, Кристиан Манц и Николас Айтхади — «Гарри Поттер и Дары Смерти. Часть 1» |                                                                                        |                                                               |
| Лучшие визуальные эффекты (награды вручали Роберт Дауни-мл. и Джуд Лоу)                      | • Майкл Оуэнс, Брайан Грилл, Стефан Троянски и Джо Фаррелл — «Потустороннее»                        |                                                                                        |                                                               |
| Лучшие визуальные эффекты (награды вручали Роберт Дауни-мл. и Джуд Лоу)                      | • Янек Сиррс, Бен Сноу, Гед Райт и Дэниел Судик — «Железный человек 2»                              |                                                                                        |                                                               |
| Лучший грим (награды вручала Кейт Бланшетт)                                                  | ★ Рик Бэйкер и Дэйв Элси — «Человек-волк»                                                           | ★ Рик Бэйкер и Дэйв Элси — «Человек-волк»                                              |                                                               |
| Лучший грим (награды вручала Кейт Бланшетт)                                                  | • Эдриан Морот — «По версии Барни»                                                                  |                                                                                        |                                                               |
| Лучший грим (награды вручала Кейт Бланшетт)                                                  | • Эдуард Ф. Энрикес, Грег Фанк и Иоланда Тоуссинг — «Путь домой»                                    |                                                                                        |                                                               |
| Лучший документальный полнометражный фильм (награды вручала Опра Уинфри)                     | ★ Инсайдеры / Inside Job (Чарльз Фергюсон и Одри Маррс)                                             | ★ Инсайдеры / Inside Job (Чарльз Фергюсон и Одри Маррс)                                |                                                               |
| Лучший документальный полнометражный фильм (награды вручала Опра Уинфри)                     | • Выход через сувенирную лавку / Exit Through the Gift Shop (Бэнкси и Джейми Д’Круз)                |                                                                                        |                                                               |
| Лучший документальный полнометражный фильм (награды вручала Опра Уинфри)                     | • Газовая страна / Gasland (Джош Фокс и Триш Адлесик)                                               |                                                                                        |                                                               |
| Лучший документальный полнометражный фильм (награды вручала Опра Уинфри)                     | • Рестрепо / Restrepo (Тим Хетерингтон и Себастьян Юнгер)                                           |                                                                                        |                                                               |
| Лучший документальный полнометражный фильм (награды вручала Опра Уинфри)                     | • Свалка / Waste Land / Lixo Extraordinário (Люси Уолкер и Энгус Эйнсли)                            |                                                                                        |                                                               |
| Лучший документальный короткометражный фильм (награды вручали Джейк Джилленхол и Эми Адамс)  | ★ Здесь нет чужих / Strangers No More (Карен Гудман и Кирк Саймон)                                  | ★ Здесь нет чужих / Strangers No More (Карен Гудман и Кирк Саймон)                     |                                                               |
| Лучший документальный короткометражный фильм (награды вручали Джейк Джилленхол и Эми Адамс)  | • Убийство во имя / Killing in the Name (Джед Ротштайн)                                             |                                                                                        |                                                               |
| Лучший документальный короткометражный фильм (награды вручали Джейк Джилленхол и Эми Адамс)  | • Девушка с обложки / Poster Girl (Сара Нессон и Митчел Блок)                                       |                                                                                        |                                                               |
| Лучший документальный короткометражный фильм (награды вручали Джейк Джилленхол и Эми Адамс)  | • Солнце, взойди / Sun Come Up (Дженнифер Редферн и Тим Метцгер)                                    |                                                                                        |                                                               |
| Лучший документальный короткометражный фильм (награды вручали Джейк Джилленхол и Эми Адамс)  | • Воины Чигана / The Warriors of Qiugang / 仇岗卫士 (Руби Янг и Томас Леннон)                       |                                                                                        |                                                               |
| Лучший игровой короткометражный фильм (награду вручали Джейк Джилленхол и Эми Адамс)         | ★ Бог любви / God of Love (Люк Мэзени)                                                              | ★ Бог любви / God of Love (Люк Мэзени)                                                 |                                                               |
| Лучший игровой короткометражный фильм (награду вручали Джейк Джилленхол и Эми Адамс)         | • Признание / The Confession (Танел Тоом)                                                           |                                                                                        |                                                               |
| Лучший игровой короткометражный фильм (награду вручали Джейк Джилленхол и Эми Адамс)         | • Увлечение / The Crush (Майкл Криг)                                                                |                                                                                        |                                                               |
| Лучший игровой короткометражный фильм (награду вручали Джейк Джилленхол и Эми Адамс)         | • Ты тоже / Na Wewe (Ivan Goldschmidt)                                                              |                                                                                        |                                                               |
| Лучший игровой короткометражный фильм (награду вручали Джейк Джилленхол и Эми Адамс)         | • Желание 143 / Wish 143 (Йен Барнс и Саманта Вейт)                                                 |                                                                                        |                                                               |
| Лучший анимационный короткометражный фильм (награды вручали Мила Кунис и Джастин Тимберлейк) | ★ Потеря / The Lost Thing (Шон Тан и Эндрю Руэманн)                                                 | ★ Потеря / The Lost Thing (Шон Тан и Эндрю Руэманн)                                    |                                                               |
| Лучший анимационный короткометражный фильм (награды вручали Мила Кунис и Джастин Тимберлейк) | • День и Ночь / Day & Night (Тедди Ньютон)                                                          |                                                                                        |                                                               |
| Лучший анимационный короткометражный фильм (награды вручали Мила Кунис и Джастин Тимберлейк) | • Груффало / The Gruffalo (Якоб Шух и Макс Ланг)                                                    |                                                                                        |                                                               |
| Лучший анимационный короткометражный фильм (награды вручали Мила Кунис и Джастин Тимберлейк) | • Давайте загрязнять / Let’s Pollute (Джифви Бодо)                                                  |                                                                                        |                                                               |
| Лучший анимационный короткометражный фильм (награды вручали Мила Кунис и Джастин Тимберлейк) | • Мадагаскар, путевой дневник / Madagascar, carnet de voyage (Бастьен Дюбуа)                        |                                                                                        |                                                               |

### Специальные награды
Вручение специальных наград состоялось 13 ноября 2010 года на 2-й церемонии Governors Awards.
| Награда                                                         | Лауреаты |
| --------------------------------------------------------------- | --- |
| Премия за выдающиеся заслуги в кинематографе (Почётный «Оскар») | ★ Кевин Браунлоу — за мудрое и преданное изложение хроники кинематографического парада (for the wise and devoted chronicling of the cinematic parade).     |
| Премия за выдающиеся заслуги в кинематографе (Почётный «Оскар») | ★ Жан-Люк Годар — за страсть. За противоборство. За новый вид кино (for passion. For confrontation. For a new kind of cinema).                             |
| Премия за выдающиеся заслуги в кинематографе (Почётный «Оскар») | ★ Илай Уоллак — за огромное количество сыгранных ролей, производящих неизгладимое впечатление (for a lifetime’s worth of indelible screen characters).     |
|                                                                 | |
| Награда имени Ирвинга Тальберга                                 | ★ Фрэнсис Форд Коппола — за постоянное производство художественных фильмов высокого уровня (for a consistently high quality of motion picture production). |